# Huésped y anfitrión
Huésped y anfitrión es un poema épico el poeta georgiano Vazha-Pshavela. 